# Pachycheta caucasica
Pachycheta caucasica là một loài ruồi trong họ Tachinidae.